# Antoni Almirall

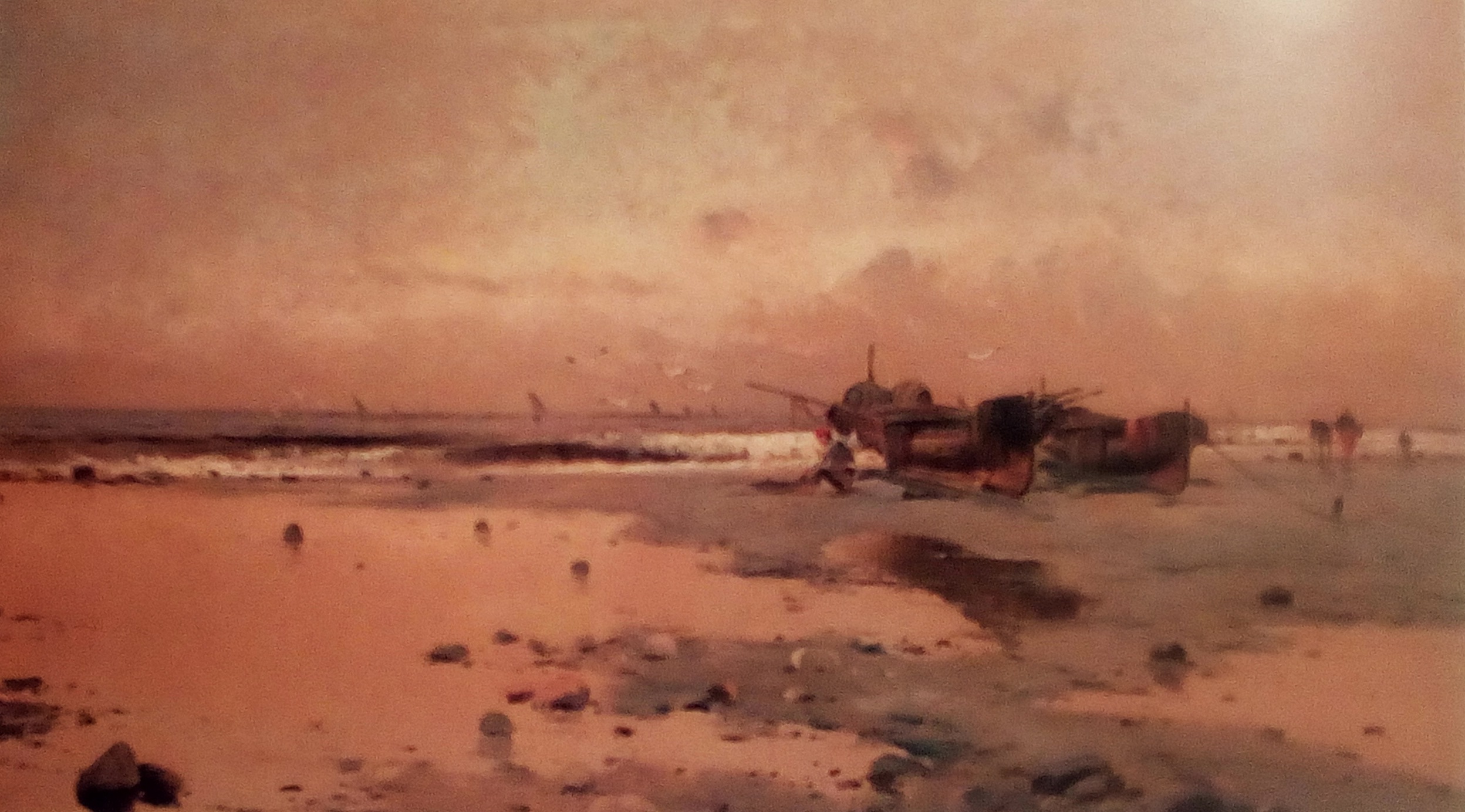
Playa de Sitges (1882), colección particular

Antoni Almirall i Romagosa (Sitges, 29 de enero de 1860-Sitges, 25 de mayo de 1905) fue un pintor español, miembro de la Escuela luminista de Sitges. 

## Biografía
Nació en 1860, hijo de Joan Almirall y Antònia Romagosa i Vidal. Hacia 1880 se integró en la Escuela luminista de Sitges, en contacto con otros artistas como Arcadi Mas i Fondevila, Joaquim de Miró, Joan Batlle i Amell y Joan Roig i Soler. Opuestos en cierta forma a la Escuela de Olot, cuyos pintores trataban el paisaje del interior de Cataluña con una luz más suave y tamizada, los artistas sitgetanos se decantaron por la cálida y vibrante luz mediterránea y por los efectos atmosféricos de la costa del Garraf. Herederos en buena medida de Mariano Fortuny, los miembros de esta escuela buscaban reflejar con fidelidad los efectos luminosos del paisaje circundante, en composiciones armoniosas que combinaban verismo y cierta visión poética e idealizada de la naturaleza, con un sutil cromatismo y una pincelada fluida que en ocasiones fue calificada de impresionista.
En 1892 participó en la Primera Exposición Modernista, que se celebró en Sitges, con los cuadros Marina, Jefe de estudios, dos titulados Impresión de playa y dos Patio. Esta fecha marcó el fin de la etapa más propiamente luminista de esta escuela, ya que el auge del incipiente modernismo conllevó la paulatina disolución del grupo, que se plasmó además en la marcha de Roig i Soler de Sitges para establecerse en Barcelona. Con posterioridad la mayoría de estos artistas evolucionó de forma diversa. Almirall continuó en buena medida con el estilo luminista, aunque de una manera más personal y heterogénea, y con una notable influencia del modernismo catalán, especialmente por el influjo de Santiago Rusiñol, cuya obra admiraba.
El 30 de junio de 1893 firmó junto a otros artistas como testigo para la adquisición de la finca Cau Ferrat, destinada posteriormente a museo de Santiago Rusiñol y el modernismo catalán. Ese año participó con un cuadro en una exposición de la Sala Parés de Barcelona.
En 1896 fue miembro de la comisión encargada de erigir un monumento a El Greco en el paseo de la Ribera de Sitges.